# Championnats d'Europe de biathlon 1999
 (août 2022).
Navigation
Édition précédente Édition suivante
Les championnats d'Europe de biathlon 1999, sixième édition des championnats d'Europe de biathlon, ont lieu du 1er au 7 février 1999 à Ijevsk, en Russie.

## Résultats et podiums

### Moins de 26 ans

#### Hommes
| Épreuve          | Or                                                                        | Argent                                                                       | Bronze                                                                                |
| ---------------- | ------------------------------------------------------------------------- | ---------------------------------------------------------------------------- | ------------------------------------------------------------------------------------- |
| 10 km sprint     | Alexander Wolf                                                            | Roman Dostál                                                                 | Terje Aune                                                                            |
| 20 km individuel | Sergey Konovalov                                                          | Ulf Karkoschka                                                               | Oļegs Maļuhins                                                                        |
| Relais           | Allemagne- Ulf Karkoschka - Michael Greis - Stefan Hodde - Alexander Wolf | Russie- Aleksey Kobelev - Sergey Konovalov - Eduard Riabov - Pavel Mouslimov | Biélorussie- Alexandre Syman - Sergeï Novikov - Roustam Valiouline - Alexey Morzhakin |

#### Femmes
| Épreuve          | Or                                                                                 | Argent                                                                    | Bronze                                                                 |
| ---------------- | ---------------------------------------------------------------------------------- | ------------------------------------------------------------------------- | ---------------------------------------------------------------------- |
| 7.5 km Sprint    | Natalia Sokolova                                                                   | Ludmila Lysenko                                                           | Oksana Khvostenko                                                      |
| 15 km individuel | Kathi Swaab                                                                        | Natalia Sokolova                                                          | Ludmila Lysenko                                                        |
| Relais           | Russie- Svetlana Tchernooussova - Natalia Sokolova - Irina Bykova - Irina Yazhkova | Pologne- Iwona Grzywa - Aldona Sobczyk - Iwona Daniluk - Patrycja Szymura | Norvège- Arna Kolveit - Åse Idland - Ann Helen Grande - Borghild Ouren |